# Leptoneta paikmyeonggulensis
Leptoneta paikmyeonggulensis là một loài nhện trong họ Leptonetidae.
Loài này thuộc chi Leptoneta. Leptoneta paikmyeonggulensis được miêu tả năm 1984 bởi Paik & B. K. Seo.